# Metakirchheimeryt
Metakirchheimeryt – rzadki minerał z grupy fosforanów, arsenianów i wanadanów, zaliczany do łyszczyków uranowych. Krystalizuje tetragonalnie, wzór chemiczny – Co[UO2 / AsO4]2 • 8H2O. Dotychczas znajdowany w formie płytkowych kryształków o długości do 50 μm, barwy jasnoróżowej.
Metakirchheimeryt bywa nazywany także kirchheimerytem; ta nazwa przeznaczona jest również dla uwodnionej formy metakirchheimerytu (Co[UO2 / AsO4]2 • 12H2O), której dotychczas nie zaobserwowano w naturze.

## Własności
Ze względu na zawartość 17,7% arsenu minerał jest toksyczny, a ze względu na zawartość 46,6% uranu – znacząco promieniotwórczy, o aktywności 83,5 kBq/g.
Zarówno jasnoróżowa barwa minerału, jak i brak fluorescencji są bardzo nietypowe dla minerałów promieniotwórczych i z tego względu łatwe do dostrzeżenia.

## Historia
Kirchheimeryt po raz pierwszy zaobserwowano w kopalni Sophia w Wittichen, w szwarcwaldzkim powiecie Rottweil w Badenii-Wirtembergii. W 1958 roku został opisany przez Kurta Walentę, który nazwał go na cześć profesora Franza Kirchheimera, przewodniczącego Urzędu Geologicznego Badenii-Wirtembergii.
Walenta doświadczalnie wykazał, że powstały w naturze kirchheimeryt bardzo szybko ulega dehydratacji do metakirchheimerytu, i z tego względu znajdowany jest wyłącznie w tej formie. Przemiana ta jest względnie łatwo odwracalna, już po jednym dniu przechowywania naturalnego metakirchheimerytu w wilgotnej i chłodnej atmosferze przechodzi on do wyższego stopnia uwodnienia. Według Walenty, powinno być możliwe znalezienie naturalnego kirchheimerytu w chłodniejszych porach roku.

## Klasyfikacja
W przestarzałym, ale wciąż jeszcze użytecznym ósmym wydaniu Klasyfikacji minerałów Strunza metakirchheimeryt należał do klasy fosforanów, arsenianów i wanadanów, a w tejże do działu fosforany i wanadany uranylu, w której tworzył grupę wraz z abernathyitem, bassetytem, czernikowitem, lehnerytem, metaankoleitem, metaautunitem, metaheinrichitem, metakahlerytem, metalodevitem, metanováčekitem, metatorbernitem, metauranocircytem, metauranospinitem, metazeunerytem, metaautunitem sodowym, natrouranospinitem, pseudoautunitem, ulrichitem i uramfitem.
Uznawane od 2001 roku, stosowane przez Międzynarodowe Stowarzyszenie Mineralogiczne, dziewiąte wydanie Klasyfikacji minerałów Strunza również przyporządkowuje metakirchheimeryt do klasy fosforanów, asenianów i wanadanów, a w tejże do działu fosforany i wanadany uranylu. Ten dział jest podzielony według proporcji ilości grup tlenku uranu (UO2) do grup fosforanowych, arsenianowych bądź wanadanowych (RO4). Minerał należy więc do subdziału UO2:RO4 = 1:1, autunitowce: [(UO2)-RO4], w której wraz z bassetytem, lehnerytem, metaautunitem, metaheinrichitem, metakahlerytem, metalodevitem, metanováčekitem, metasaléeitem, metatorbernitem, metauramfitem, metauranocircytem I, metauranocircytem II, metauranospinitem, metazeunerytem, przewalskitem i uramarsitem tworzy grupę metaautunitową o numerze systematycznym 8.EB.10. Hipotetyczny kirchheimeryt należy w tym samym subdziale do grupy autunitowej o numerze systematycznym 8.EB.05.
Powszechnie stosowana w anglojęzycznych opracowaniach Klasyfikacja minerałów Dany również umieszcza metakirchheimeryt w klasie fosforanów, asenianów i wanadanów, w tejże zaś do działu Uwodnione fosforany itp.. Tam zaś minerał wraz z metarauchitem tworzy bezimienną grupę 40.02a.17 w subdziale Uwodnione fosforany itp., z A2+(B2+)2(XO4) × x(H2O), z (UO2)2+.

## Postać i występowanie
Podobnie jak inne łyszczyki uranowe, metakirchheimeryt powstaje w strefie utleniania złóż uranowych. W hydrotermalnych żyłach Co-U-Ag-Bi-As kirchheimeryt wraz z kahlerytem występuje jako kruchy, wtórny produkt przemiany pierwotnych minerałów uranu, takich jak np. uraninit. Towarzyszą mu m.in. nováčekit, metaheinrichit i erytryn.
Występowanie metakirchheimerytu stwierdzono w bardzo niewielu miejscach (według mindat.org: 7 zarejestrowanych lokalizacji). Obok miejsca jego odkrycia, nieczynnej już kopalni Sophia w Wittlich, minerał występuje w leżących po sąsiedzku kopalniach St.-Josephs-Zeche oraz Anton.
W Czechach metakirchheimeryt znajdowano w kopalni Svornost koło Jachymowa, w tamtejszej żyle Jan Evangelista. Francuska lokalizacja, Riviéral koło Lodève w regionie Languedoc-Roussillon nie została jeszcze potwierdzona.

## Struktura krystaliczna
Metakirchheimeryt krystalizuje tetragonalnie w grupie przestrzennej P42/n (numer 86), o stałych sieci krystalicznej a = 7,15 Å i c = 8,62 Å, z jedną molekułą na komórkę elementarną.

## Bezpieczeństwo
Ze względu na toksyczność i silną promieniotwórczość, próbki minerału powinny być przechowywane w szczelnych pojemnikach.